# Pelagornithidae
Pelagornithidae são uma família pré-histórica de grandes aves marinhas. Seus restos fósseis foram encontrados em todo o mundo em rochas que datam entre o Paleoceno tardio e o limite Plioceno-Pleistoceno.